# SS Cap Arcona
O SS Cap Arcona foi um transatlântico de luxo alemão, bombardeado e incendiado pela Força Aérea Real, na Baía de Lübeck, nordeste da Alemanha, em 3 de maio de 1945, com a perda de muitas vidas.

## História
Batizado em homenagem ao cabo Arkona na ilha de Rügen, no atual estado alemão de Mecklemburgo-Pomerânia Ocidental, foi lançado em maio de 1927, sendo considerado um dos mais belos e luxuosos navios da época, bem como o quarto maior navio da marinha mercante alemã.
Pertencente à Hamburg Süd, possuía 27 561 toneladas de arqueação bruta, 205,9 metros de comprimento, 25,8 metros de largura, calado de 12,8 metros, propelido por duas turbinas a vapor com potência de 17 500 KW. Por 12 anos, até a eclosão da guerra em 1939, fazia viagens regulares entre Hamburgo e o Rio de Janeiro.
Em 1940, o Cap Arcona foi incorporado pela Marinha Alemã e utilizado no Mar Báltico, como um navio de alojamento. Em 1942, foi utilizado como cenário para a produção do filme de propaganda nazista Titanic, lançado no ano seguinte.
No início de 1945, o navio foi posto em serviço pela Kriegsmarine para resgatar os refugiados que deixavam as áreas germânicas no leste, ante o avanço do Exército Vermelho. Durante a Operação Hannibal, sob a supervisão do Grande Almirante Karl Dönitz, transportou mais de 25 000 pessoas, dentre soldados e civis alemães, da Prússia Oriental à parte ocidental da Alemanha.

## Navio-prisão
No final de abril de 1945, Karl Kaufmann, Gauleiter de Hamburgo e Comissário do Reich para a Marinha Mercante, retirou o Cap Arcona e o Deutschland do comando da Marinha Alemã, transferindo-os para o comando da SS, e, em seguida, ordenou-lhes que rumassem para a cidade norte-alemã de Lübeck. 
Nessa cidade, os dois grandes navios juntar-se-iam a dois outros vapores menores, o Thielbek e o Atenas. As duas embarcações maiores acomodariam os prisioneiros de campos de concentração da região, especialmente o de Neuengamme e seus subcampos, ao passo que as menores efetuariam o transbordo.  
Cerca de 5 000 prisioneiros evacuados à pressa do campo de concentração de Neuengamme (a poucos quilômetros a sudeste de Hamburgo), foram levados a bordo do Cap Arcona entre 18 e 26 de abril, juntamente com cerca de 400 guardas da SS, 500 artilheiros navais e 76 tripulantes. No Thielbek, estavam mais 2 800 prisioneiros de Neuengamme. Havia também nos navios, prisioneiros do campo de Stutthof, perto de Dantzig, metade das quais eram prisioneiros de guerra russos e polacos que estavam sendo evacuados antes do avanço das tropas britânicas. Com as péssimas condições de vida que prevaleciam na Alemanha durante as semanas finais da guerra, as condições destinadas para os prisioneiros a bordo dos navios eram particularmente terríveis. Muitos dos presos, hermeticamente embalados, estavam doentes. Água e alimentação eram escassos.
O próprio capitão do Cap Arcona, Heinrich Bertram, havia se recusado em receber os prisioneiros, protestando que o navio podia acomodar apenas 700. Ameaçado de prisão e execução, ele voltou atrás e viu como milhares de prisioneiros eram amontoados em porões de seu navio.
Kaufmann, o Gauleiter, afirmaria durante os Julgamentos de Nuremberg que os prisioneiros seriam destinados à Suécia. No entanto, no mesmo julgamento, Bassewitz-Behr, chefe da Gestapo em Hamburgo, disse que Heinrich Himmler determinara a destruição de qualquer prova acerca da existência dos campos de concentração e, nesse particular caso, os navios deveriam ser deliberadamente afundados com todos os prisioneiros a bordo.
Em 2 de maio, os britânicos do II Exército atingiram as cidades de Lübeck e Wismar e ocuparam-nas, praticamente, sem resistência. Na ocasião, a Cruz Vermelha Internacional informou ao comando britânico que entre 7 000 e 8 000 pessoas estavam confinadas a bordo dos navios na Baía de Lübeck.

## Ataque e naufrágio

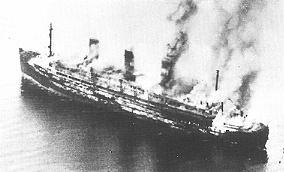
O Cap Arcona incendiando-se após o ataque.

Na tarde do dia seguinte, quatro dias depois do suicídio de Hitler e apenas um dia antes da rendição incondicional das tropas alemãs na região noroeste da Alemanha, o Cap Arcona, o Thielbek, e o Deutschland (possivelmente convertido em um navio-hospital, mas não identificado como tal) foram atacados, como parte dos ataques em geral sobre o transporte marítimo no Mar Báltico, por uma esquadrilha de caça-bombardeiros “Tufões” da RAF, comandada por Sir Arthur Coningham.
Em sucessivas ondas de ataque, bombardearam e dispararam contra o Cap Arcona e depois contra o Thielbek. O Atenas, que carregava prisioneiros de volta ao porto, uma vez que o Cap Arcona já se encontrava superlotado, conseguiu salvar-se, pois seu capitão rumou aceleradamente ao cais de Neustadt, a tempo içar as bandeiras brancas, poupando assim a vida de seus 1 998 passageiros.
O Thielbek, atingido por foguetes, bombas e metralhadoras, afundou-se em apenas 20 minutos. Aproximadamente, apenas 50 dos prisioneiros sobreviveram.
O Cap Arcona virou de lado e adernou, ficando uma parte submersa e a outra a incendiar-se. Muitos morreram queimados, presos no interior do navio e outros conseguiram escapar ao se agarrarem casco. Dos que saltaram para a água, muitos morreram afogados ou morreram de frio (a temperatura da água era de cerca de 7°C/44,6°F). Equipados com coletes salva-vidas, a maioria dos guardas da SS pode saltar para fora do navio, e, ainda assim, atiravam nos prisioneiros que tentavam escapar. Barcos pesqueiros e traineiras acudiram os navios atacados e conseguiram resgatar 16 marinheiros, 400 homens e 20 mulheres da SS. Muitos sobreviventes, tentando nadar até a praia, foram metralhados sem dó por soldados da SS, estacionados na costa. Entre 314 e 350 dos ex-detentos do campo de concentração que estavam a bordo do Cap Arcona sobreviveram. O número de mortos foi estimado em 5 000 pessoas (somente nesse navio).
Os pilotos britânicos afirmaram que eles não sabiam que os navios estavam carregados de prisioneiros que haviam sobrevivido aos campos, e foi só muitos anos mais tarde, em 1975, que souberam que haviam massacrado seus próprios aliados.
No entanto, algumas fontes sugerem que elementos do comando britânico sabiam quem eram os ocupantes, mas não conseguiram passar a informação a tempo. Os comandantes da RAF que ordenaram o ataque suspeitavam que os navios estariam servindo para transportar membros da SS em fuga para a Noruega, ainda controlada pelo Terceiro Reich.
Seriamente danificado e incendiado, o navio finalmente virou. Seu casco emborcado mais tarde encalhou próximo à costa e os destroços foram finalmente desmantelados em 1949. Nos dias que se seguiram, centenas de cadáveres apareceram nas praias próximas, e enterrados em valas comuns em Neustadt in Holstein. Tendo afundado em águas rasas, o naufrágio permaneceu parcialmente sobre a água como uma lembrança amarga da catástrofe [54° 03,9′ N, 10° 50,45′ L]

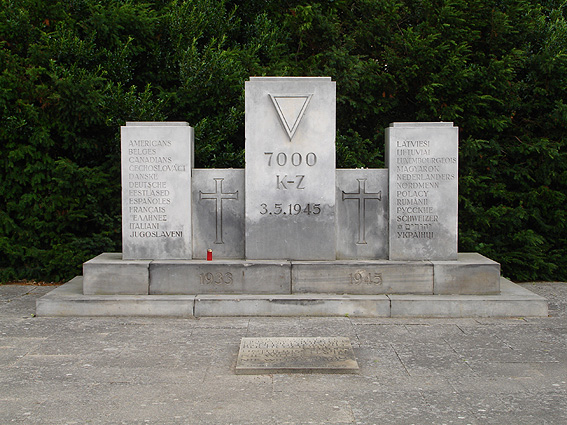
Memorial em homenagem aos mortos no Cap Arcona e no Thielbek. Neustadt in Holstein, Estado deSchleswig-Holstein.

Por quase 30 anos, partes de esqueletos continuaram a aparecer nas praias, sendo que o último foi encontrado em 1971, por um garoto de doze anos de idade. Segundo documentos do Instituto Holandês de Documentação de Guerra (NIOD), o governo da Suécia tinha avisado o governo britânico de que os prisioneiros estavam a bordo dos navios. 
Um monumento foi erguido em Neustadt in Holstein em memória das vítimas do ataque ao Cap Arcona, dos quais eram de 28 diferentes nacionalidades: americanos, belgas, canadenses, tchecos, suíços, dinamarqueses, estonianos, finlandeses, franceses, alemães, grego, húngaro, italiano, letão, lituano, luxemburguês, norueguês, polonês, romeno, russo, espanhol, ucraniano, iugoslavo e outros.
A história desta tragédia é representada no Museu Cap Arcona em Neustadt in Holstein, inaugurado em 1990. 
Max Pauly, o ex-comandante do campo de concentração de Neuengamme e o médico da SS Alfred Trzebinski, foram posteriormente julgados e enforcados por crimes de guerra.